# Raimonds Krollis
Raimonds Krollis (* 28. října 2001, Riga) je lotyšský fotbalový útočník a reprezentant hrající v dresu Liberce.

## Klubová kariéra
Krollis je odchovancem lotyšského FK Metta, kde hrál do roku 2021.

### FK Metta
V roce 2018 začal hrát v seniorských kategoriích. Debut v lotyšské nejvyšší soutěži zaznamenal dne 15. března 2019 proti Rize, kdy odehrál posledních devět minut. První branku vstřelil 27. dubna téhož roku při prohře 1:4 s Valmierou, kam později přestoupil.

### Valmiera FC
Kontrakt zde podepsal v lednu 2021. V mistrovské sezoně 2022 lotyšské Virslīgy nastřílel 24 gólů a vyhrál ocenění pro nejlepšího mladíka sezony, útočníka a hráče sezony. Taktéž nastřílel nejvíce branek. Za dvě sezony odehrál celkem 65 soutěžních zápasů, ve kterých zaznamenal 38 gólů.

### Spezia Calcio
Dne 20. ledna 2023 podepsal smlouvu na 3,5 roku ve Spezii. Debut v Serii A odehrál 5. února při prohře 0:3 s Neapolí, nastupoval v 77. minutě. V každém ligovém zápase za Spezii nastupoval až z lavičky. Nastoupil zde do 15 utkání, branku či asistenci si však nepřipsal.

### MFK Vyškov (hostování)
V únoru 2024 odešel na půlroční hostování do Vyškova. Dne 30. března 2023 si připsal premiérovou branku s asistenci při remíze 2:2 s Táborskem. Za Vyškov nastoupil do 14 zápasů, ve kterých vstřelil 5 branek.

### US Triestina Calcio 1918 (hostování)
Na roční hostování do Terstu odešel v létě 2024. Kvůli přestupu do Liberce bylo toto hostování následující zimu předčasně ukončeno.

### FC Slovan Liberec
V únoru 2025 podepsal pod Ještědem tříletou smlouvu.

## Reprezentační kariéra
Krollis je taktéž lotyšským reprezentantem. Prvních startů se dočkal v mládežnické kategorii U19. První zápas v dresu Lotyšů odehrál dne 6. září 2020 v Lize národů při remíze 1:1 s Maltou. První branku vstřelil 16. listopadu 2022 v přátelském zápase proti Estonsku.